# Windpark Hollich
Der Windpark Hollich befindet sich in den Gemarkungen von Hollich und Sellen im Stadtgebiet von Steinfurt im Kreis Steinfurt. Er produziert etwa 180.000 MWh pro Jahr.

## Betrieb
Der Windpark wird von der Windpark Hollich GmbH & Co. KG sowie der Bürgerwindpark Hollich Sellen GmbH & Co. KG betrieben. Über 200 Gesellschafter aus der Region sind am Park beteiligt.

## Technik
Im Windpark finden sich unterschiedlichste Anlagentypen. Insgesamt haben die 35 Windenergieanlagen eine installierte Leistung von 77,5 MW.

### Verwendete Anlagentypen
| Baujahr     | Anzahl | Typ              | Nabenhöhe | Rotordurchmesser | Leistung pro Anlage |
| ----------- | ------ | ---------------- | --------- | ---------------- | ------------------- |
| 2001 & 2002 | 11     | GE 1,5 sl        | 100 m     | 77 m             | 1,5 MW              |
| 2003        | 6      | REpower MD 77    | 100 m     | 77 m             | 1,5 MW              |
| 2009 & 2011 | 2      | REpower MM92     | 100 m     | 92 m             | 2,0 MW              |
| 2015        | 8      | Senvion 3.0M122  | 139 m     | 122 m            | 3,0 MW              |
| 2015 & 2016 | 8      | Nordex N131/3000 | 134 m     | 131 m            | 3,0 MW              |